# Elisa Frisoni
Elisa Frisoni (Isola della Scala, 8 de agosto de 1985) es una deportista italiana que compitió en ciclismo en la modalidad de pista, especialista en la prueba de keirin.
Ganó dos medallas de plata en el Campeonato Mundial de Ciclismo en Pista, en los años 2004 y 2005.

## Medallero internacional
| Campeonato Mundial | Campeonato Mundial           | Campeonato Mundial | Campeonato Mundial |
| Año                | Lugar                        | Medalla            | Competición        |
| ------------------ | ---------------------------- | ------------------ | ------------------ |
| 2004               | Melbourne (Australia)        | Medalla de plata   | Keirin             |
| 2005               | Los Ángeles (Estados Unidos) | Medalla de plata   | Keirin             |